# Siniuha (przystanek kolejowy)
Siniuha (biał. Сінюга, ros. Синюга) – przystanek kolejowy w miejscowości Siniuha, w rejonie mohylewskim, w obwodzie mohylewskim, na Białorusi. Położony jest na linii Osipowicze – Mohylew.